# Петроуэ
Петроуэ (исп. Río Petrohue) — река в области Лос-Лагос Чили.

## География
Река берёт начало в озере Тодос-лос-Сантос на высоте 189 метров близ деревни Петроуэ. Течет первоначально на юго-запад, потом на юг, далее на юго-восток, впадает в фьорд Релонкави, далее воды реки попадают в залив Релонкави Тихого океана. Большая часть течения реки находится на территории Национального парка Висенте-Перес-Росалес. В верхнем течении река образует водопады.
Общая площадь бассейна реки составляет 2868 км², длина реки — 36 км.

## Климат
Климат в бассейне реки умеренно влажный, среднегодовое количество осадков 2500-3000 мм. Среднегодовая температура составляет 11,1 °C, средняя температура января +16 °C, июля + 6,5 °C.

## Флора и фауна
Берега реки покрыты пышной растительностью, в здешних лесах растут вязы, мирты, ивы и множество видов папоротников.
В водах реки Петроуэ водится чавыча, кумжа, микижа, сёмга и кижуч. Река является одной из лучших рек для проведения соревнований по спортивному рыболовству национального и международного уровня, учитывая большое разнообразие ценных видов рыб и оптимальные условия для рыбной ловли.